# Revue archéologique du Centre de la France
Pour les articles homonymes, voir RACF.
La Revue archéologique du Centre de la France, anciennement Revue archéologique du Centre entre 1962 et 1968, est une revue scientifique appartenant au réseau de publications interrégionales d'archéologie soutenues par le ministère de la Culture.
Son périmètre géographique couvre l'Auvergne, la région Centre-Val de Loire, l'Île-de-France et le département de la Loire. Depuis sa fondation en 1962 à Vichy, elle a été publiée successivement à Lyon puis à Tours. C'est désormais le laboratoire Archéologie et Territoires (UMR CITERES) qui en assume la responsabilité. Elle couvre toutes les périodes, depuis la Préhistoire jusqu'à l'archéologie industrielle et des temps modernes.
La revue est disponible en accès libre sur le portail OpenEdition Journals.